# لشانسور
لشانسور (نام علمی: Leshansaurus) نام یک سرده از راسته خزنده‌کفلان است.